# Top 100 Argentina
Top 100 Argentina é uma parada musical e de venda da Argentina desde 2009. As paradas de vendas são compilados pela CAPIF e arquivados e reproduzidos pelo Top 100 Argentina semanalmente. Os dados de singles são baseados em execuções de músicas em 20 estações de rádios do país, mais as vendas digitais pela internet captados de 5 sites nacionais de vendas.